# 拉玛一世
帕佛陀約華朱拉洛（皇家轉寫：Phra Phutthayotfa Chulalok；1737年3月20日—1809年9月7日），即拉瑪一世（Rama I），泰國曼谷王朝（扎克里王朝）第一代國王，1782年至1809年在位。本名通鑾（皇家轉寫：Thong Duang）。《清實錄》稱之為鄭華，《大南實錄》稱之為質知（越南语：／，即扎克里之音译）。
通鑾原為阿瑜陀耶王國的貴族，其祖先是著名外交官昭披耶·戈沙班。後來通鑾成為吞武里王鄭昭麾下的名將，協助鄭昭擊退緬甸的入侵，並出兵柬埔寨、寮國。1782年，鄭昭在叛亂中被推翻，通鑾平定叛亂並廢黜殺害鄭昭，自己即位為拉瑪一世。在位期間，將首都搬遷到拉達那哥欣島，在島上建立新首都曼谷，從此開始了泰國歷史上的拉達那哥欣王國時期。在位期間，於1785年擊退緬甸入侵，介入越南內戰，並控制柬埔寨。

## 生平
拉瑪一世原名通鑾（皇家轉寫：Thong Duang，一譯通端、通當），出生在阿瑜陀耶。其父名叫通滴，是孟族貴族，是阿瑜陀耶王國的大臣。其母名道倫，又名裕（หยก），具有部分中国人血统。
年幼的通銮被送进宫廷，成为一名皇家侍衛，并与达信（中文名郑昭，原名郑信，又稱郑国英）成为從小一起長大的好友。根据暹羅习俗，1757年，21岁的他被送入寺院出家。1760年，他与那（Nak，即后来的阿瑪琳王后）结婚。1758年，被国王埃甲他封为「鑾·裕甲巴·勐拉差武里」（หลวงยกกระบัตรเมืองราชบุรี），成为叻武里府副府尹。
在阿瑜陀耶陷落的前夕，守城的通銮和郑昭都意识到城池必定会被攻破，决定突围而出，建立新的反抗据点。同年，郑昭率领部众占领了莊他武里府和達叻府。在此期間，通銮是郑昭起兵早期的六位大臣之一。他与披耶披猜同为郑昭麾下最有才能的两位将领。
1768年，郑昭建立吞武里王朝。通銮被封为“拉差林子爵”（พระราชริน），成為皇宮衛隊長。他與弟弟汶玛（拍·玛哈蒙提，后来的索拉辛哈那）鎮壓了佔據披邁的公摩萬·貼披披，被封為“阿派拉那烈伯爵”（พระยาอไภยรณฤทธิ์）。1769年，鎮壓昭拍·方之後，通鑾被封為“裕瑪拉侯爵”（พระยายมราช）。次年，取得扎克里公爵（皇家轉寫：Chao Phraya Chakri）的爵號，成為北部諸府的首席大臣。隨後，通鑾與汶瑪率軍對抗緬甸，並征服柬埔寨。1774年，被派往北方夺取兰纳。在南邦王子甲威叻的幫助下，暹羅成功將蘭納王國從緬甸統治下解救出來。1778年率軍征服了万象、琅勃拉邦、占巴塞这三个老挝小国。因戰功，被授予瑪哈·甲沙色大公爵的爵號。
1781年，郑昭派通銮、汶玛两兄弟前去征讨反叛的柬埔寨，與此同時，越南阮主也派兵支援柬埔寨。晚年的郑昭患有精神疾病，将通銮二人的家人扣押作为人质。通銮二人得知后十分不满。翌年，暹羅发生兵变，将军披耶·讪废黜郑昭。通銮兄弟得知后，与越南将军阮有瑞、胡文璘达成和解，随后处决了在柬埔寨的郑昭之子二王因他拉披他，率军回到暹羅。通銮平定了叛乱，处决了郑昭，并杀死并披耶·讪。
通銮在1782年4月6日正式加冕，建立扎克里王朝。他任命弟弟汶瑪為第二王，成為瑪哈·索拉辛哈那；外甥通因為第三王，成為阿努拉特韋。隨後他決定將首都搬遷到昭披耶河東岸的曼谷。
内政方面，他致力于扭转郑昭统治末年的混乱局面，使国内趋于稳定。他制定《三印法》，整理了暹羅的官僚制度。他还召集了阿瑜陀耶王朝的末裔，收集自缅甸入侵以来丧失的拉玛坚等史诗。又兴建玉佛寺等许多寺院。

## 對外關係
拉玛一世在位期间，曾数次发动对外战争。1779年，柬埔寨国王安农二世越南人被废黜，其子安英继位。安英的亲越南政策引起拉玛一世的注意。拉玛一世趁越南阮主势力衰败，将柬埔寨王安英扣留在曼谷，并派昭披耶·阿派普貝监督内政，从而彻底控制了柬埔寨。至1794年，拉瑪一世釋放了安英令其歸國復位。暹粒和马德望則被割讓給暹羅，拉瑪一世任命披耶·阿派普貝為這裡的總督。後來安英於1796年病逝，拉瑪一世扣留其繼承人安赞二世，直至1806年才將其釋放歸國繼位。
1785年，在得知越南的阮王阮福映被西山朝击败，流亡到暹罗。拉玛一世派昭華·公摩鑾·貼帕里拉出兵越南南部，扶持阮福映復位。最初暹羅軍隊夺取了嘉定（今胡志明市）。然而却因为贴帕里拉轻敌的缘故，在沥涔吹蔑之战中被西山朝的阮惠大败。此后，他收留了流亡到暹羅的阮福映及其遗臣们直至1788年。
1785年，緬甸王波道帕耶再次作出征服暹羅的嘗試。緬甸軍隊湧入蘭納和暹羅北部。南邦王子甲威叻英勇對抗緬甸，延遲了緬甸的入侵。彭世洛暹羅後，拉瑪一世同三王阿努拉特韋一起率軍北伐，解除了南邦之圍。在南線，波道帕耶駐軍三塔關，準備隨時進攻。二王索拉辛哈那奉命率軍往南，自拉廊至那空是貪瑪叻，反擊緬甸軍，在北碧府與其展開戰鬥。緬甸又趁塔廊（今普吉市）總督去世之機襲擊塔廊，被贴嘉莎芝和席顺通擊退。
緬甸軍隊攻佔宋卡府，博他侖府總督聞訊逃跑，僧人拍·瑪哈自發組織百姓擊退緬甸軍。緬甸軍戰敗後，波帕道耶撤退。第二年他再次率軍南下，在他丁登被二王索拉辛哈那擊退。
對清朝外交方面，拉玛一世于1786年以郑昭之子鄭華的名義，遣使赴清朝朝贡。乾隆帝册封其为暹羅国王。中國學者段立生指出，為了獲取清廷的冊封，拉瑪一世詐稱「鄭昭」之子「鄭華」，由於這種方法十分奏效，之後的二世、三世、四世在對清廷遞交國書的時候都使用了鄭姓的中文名。此后，拉玛一世又先后在1788年、1789年、1790年和1796年向清廷朝贡。

## 逝世
1809年9月7日，拉玛一世突发疾病暴卒，其子二王伊沙拉颂吞继位，是为拉玛二世。
今日泰国将拉玛一世登基的4月6日定为“扎克里王朝纪念日”，为泰国的假日。

## 頭銜
如其他暹羅貴族人士一樣，通鑾的名字隨著其身份變化也不斷變化。
通鑾生平中不使用拉瑪一世和帕佛陀約華朱拉洛的稱謂。1782年繼位之時，他效仿阿瑜陀耶王國歷代國王，使用「拉瑪鐵菩提」作為自己的稱號。死後他被稱為「初代主」（แผ่นดินต้น），其子二世王被稱為「中代主」（แผ่นดินกลาง），若據此推斷三世王就會被稱為「末代主」。為了避免使用這個不吉利的稱號，三世王將他們的稱號更改，其中通鑾的稱號被改為帕佛陀約華朱拉洛。
拉瑪一世之名是後來六世王瓦栖拉兀追贈給他的。瓦栖拉兀在留學英國期間覺得歷代暹羅國王名字太長難以向西方人介紹，才以「拉瑪某世」之名稱呼扎克里王朝歷代國王。
- 1737年—1758年：奈·通端（นายทองด้วง）
- 1758年—1767年：鑾·裕甲巴·勐拉差武里（หลวงยกกระบัตรเมืองราชบุรี，「叻丕府的鑾·裕甲巴」）
- 1767年：拉差林子爵
- 1768年：阿派拉那烈伯爵（พระยาอไภยรณฤทธิ์）
- 1770年：裕瑪拉侯爵（พระยายมราช）
- 1774年：扎克里公爵（เจ้าพระยาจักรี）
- 1781年：瑪哈·甲沙色大公爵（สมเด็จเจ้าพระยามหากษัตริย์ศึก）
- 1782年: 大城国王 （พระบาทสมเด็จพระเจ้ากรุงศรีอยุธยา）
- 三世王追贈改名：拍巴·頌德拍·菩陀·約華朱拉洛（พระบาทสมเด็จพระพุทธยอดฟ้าจุฬาโลก）
- 四世王追贈改名：拍巴·頌德拍·巴拉莫魯拉差·瑪哈·扎克里·波龍瑪那·拍·佛陀·朱拉洛（พระบาทสมเด็จพระปรโมรุราชามหาจักรีบรมนารถ พระพุทธยอดฟ้าจุฬาโลก）
- 六世王追贈改名：拍巴·頌德拍·拉瑪鐵菩提·西辛達拉·瑪哈·扎克里·波龍瑪那·拍·佛陀朱拉洛（พระบาทสมเด็จพระรามาธิบดีศรีสินทรมหาจักรีบรมนารถ พระพุทธยอดฟ้าจุฬาโลก）

1982年，泰國內閣通過決議追封其「大帝」的稱號。